# 张乃通
张乃通（1934年7月17日—2017年4月21日），江苏扬州人。通信与信息系统学科专家。

## 生平
1956年毕业于南京工学院（现东南大学）无线电工程系，1956年至1958年在清华大学无线电系进修任助教。1958年8月起，在哈尔滨工业大学无线电系任教，历任无线电工程系副主任、主任、航天学院副院长、院长，通信技术研究所所长。
1980年加入中国共产党。2001，当选为中国工程院院士。
2017年4月21日10时00分，在哈尔滨逝世。

## 荣誉
曾获国家科技进步二等奖、国防科工委科技进步一等奖、国家科技进步三等奖等多项奖励。